# Pfaffenbusch (Solingen)
Pfaffenbusch hieß bis in das 19. Jahrhundert ein Wohnplatz der Bürgermeisterei Merscheid, der oberhalb von Tiefendick nahe der Grenze zur Bürgermeisterei Wald lag. Er wurde 1893 nach Wald eingemeindet und ging in der geschlossenen Bebauung südlich der Friedrich-Ebert-Straße auf, die Ortsbezeichnung verschwand in der Folge ab Ende des 19. Jahrhunderts von den Stadtplänen und ist seitdem nicht mehr gebräuchlich.

## Lage und Beschreibung
Pfaffenbusch lag an der oberen Tiefendicker Straße und grenzte dort unmittelbar nördlich an Scheuer, das an der heutigen Friedrich-Ebert-Straße, der Landesstraße 85, etwa in Höhe der Kirche St. Katharina lag. Die Tiefendicker Straße, die von dem Höhenrücken der Friedrich-Ebert-Straße kommend bei Tiefendick das Tal des Lochbachs quert und Wald mit Merscheid verbindet, ist heute beiderseits durch Wohnhäuser bebaut. Benachbarte Ortslagen sind bzw. waren (von Nord nach West): Scheuer, Capelle, Rosenkamp, Wiedenkamp, Loch, Tiefendick und Weyer.

## Geschichte
In der Karte Topographia Ducatus Montani, Blatt Amt Solingen, von Erich Philipp Ploennies von 1715 und in der Topographischen Aufnahme der Rheinlande von 1824 ist der Ort noch nicht verzeichnet. Er wird erst in der Preußischen Uraufnahme von 1844 als Pfaffenbusch aufgeführt. Er gehörte zur Honschaft Merscheid innerhalb des Amtes Solingen. In der Karte vom Kreise Solingen aus dem Jahr 1875 des Solinger Landmessers C. Larsch ist der Ort nicht mehr verzeichnet, während in der Karte des Landmessers August Hofacker von 1898 die Tiefendicker Straße als durchgängig bebaut dargestellt ist. Eine Ortsbezeichnung wird für diesen Bereich nicht mehr aufgeführt.
1815/16 lebten 25 Menschen im Wohnplatz, der in der Flur V. Merscheid lag. Der nach der Statistik und Topographie des Regierungsbezirks Düsseldorf als Hofstadt kategorisierte Ort besaß zu dieser Zeit vier Wohnhäuser, ein landwirtschaftliches Gebäude und eine Fabrikationsstätte bzw. Mühle mit 26 Einwohnern, davon 14 katholischen und zwölf evangelischen Bekenntnisses. Die Gemeinde- und Gutbezirksstatistik der Rheinprovinz führt den Ort 1871 mit sechs Wohnhäusern und 55 Einwohnern auf.
Nach Gründung der Mairien und späteren Bürgermeistereien Anfang des 19. Jahrhunderts gehörte der Ort zur Bürgermeisterei Merscheid, die 1856 zur Stadt erhoben und im Jahre 1891 in Ohligs umbenannt wurde. Zum 30. August 1893 wurden im Einflussbereich des Lochbachtales Grenzkorrekturen zwischen Ohligs und Wald vorgenommen. So gelangte unter anderem der vormals Pfaffenbusch genannte Ort unter die Verwaltung der benachbarten Bürgermeisterei Wald. Er wuchs mit den Wohngebieten südlich der Friedrich-Ebert-Straße zusammen. Mit der Städtevereinigung zu Groß-Solingen im Jahre 1929 wurde der Ort ein Teil Solingens. Die Ortsbezeichnung ist jedoch in keinem Stadtplan mehr verzeichnet.